# 威尼斯影展評審團大獎
威尼斯影展評審團大獎（Grand Jury Prize），是威尼斯影展自2013年起增設的獎項，為表揚導演、演員、技術等總體水準均非常優異的影片，被視為僅次於金獅獎的第二大獎。

## 設立緣由
2012年，的《大師》入圍第69屆威尼斯影展主競賽單元，最終獲得最佳導演和最佳男演員兩座獎項，其中「最佳男演員獎」是由主演該片的瓦昆·費尼克斯與菲力普·西摩·霍夫曼共同獲得。威尼斯影展規定，每部影片只許獲得一項大獎，獲演員獎之電影不在此限，可得另一項大獎，唯非最高榮譽金獅獎。因此《大師》雖然在導演和男演員獎項有所斬獲，仍無法憑藉優異的評價擒得金獅。因此隔年便取消技術貢獻獎，新增評審團大獎。

## 歷屆得獎
| 年分 | 電影               | 原文片名               | 導演                  | 製作國            |
| ---- | ------------------ | ---------------------- | --------------------- | ----------------- |
| 2013 | 《郊遊》           | 《郊遊》               | 蔡明亮                | 臺灣 · 法國       |
| 2014 | 《沉默一瞬》       | Senyap                 | 約書亞·奧本海默       | 丹麦 · 印度尼西亞 |
| 2015 | 《安諾瑪麗莎》     | Anomalisa              | 查理·考夫曼 杜克·強森 | 美国              |
| 2016 | 《夜行动物》       | Nocturnal Animals      | 汤姆·福特             | 美国              |
| 2017 | 《今天跳舞不打仗》 | פוקסטרוט               | 山謬·毛茲             | 以色列            |
| 2018 | 《》               | The Favourite          | 尤格·藍西莫           | 爱尔兰 · 英国     |
| 2019 | 《軍官與間諜》     | J'accuse               | 罗曼·波兰斯基         | 義大利 · 法國     |
| 2020 | 《美麗新秩序》     | Nuevo Orden            |                       | 墨西哥            |
| 2021 | 《上帝之手》       | È stata la mano di Dio | 保羅·索倫提諾         | 義大利            |
| 2022 | 《聖奧梅爾殺嬰案》 | Saint Omer             | 愛麗絲·迪歐普         | 法國              |
| 2023 | 《邪惡根本不存在》 | 悪は存在しない         | 濱口龍介              | 日本              |
| 2024 | 《沒有煙硝的山村》 | Vermiglio              | 莫拉·德佩洛           | 義大利            |